# La Ronde (restaurang)

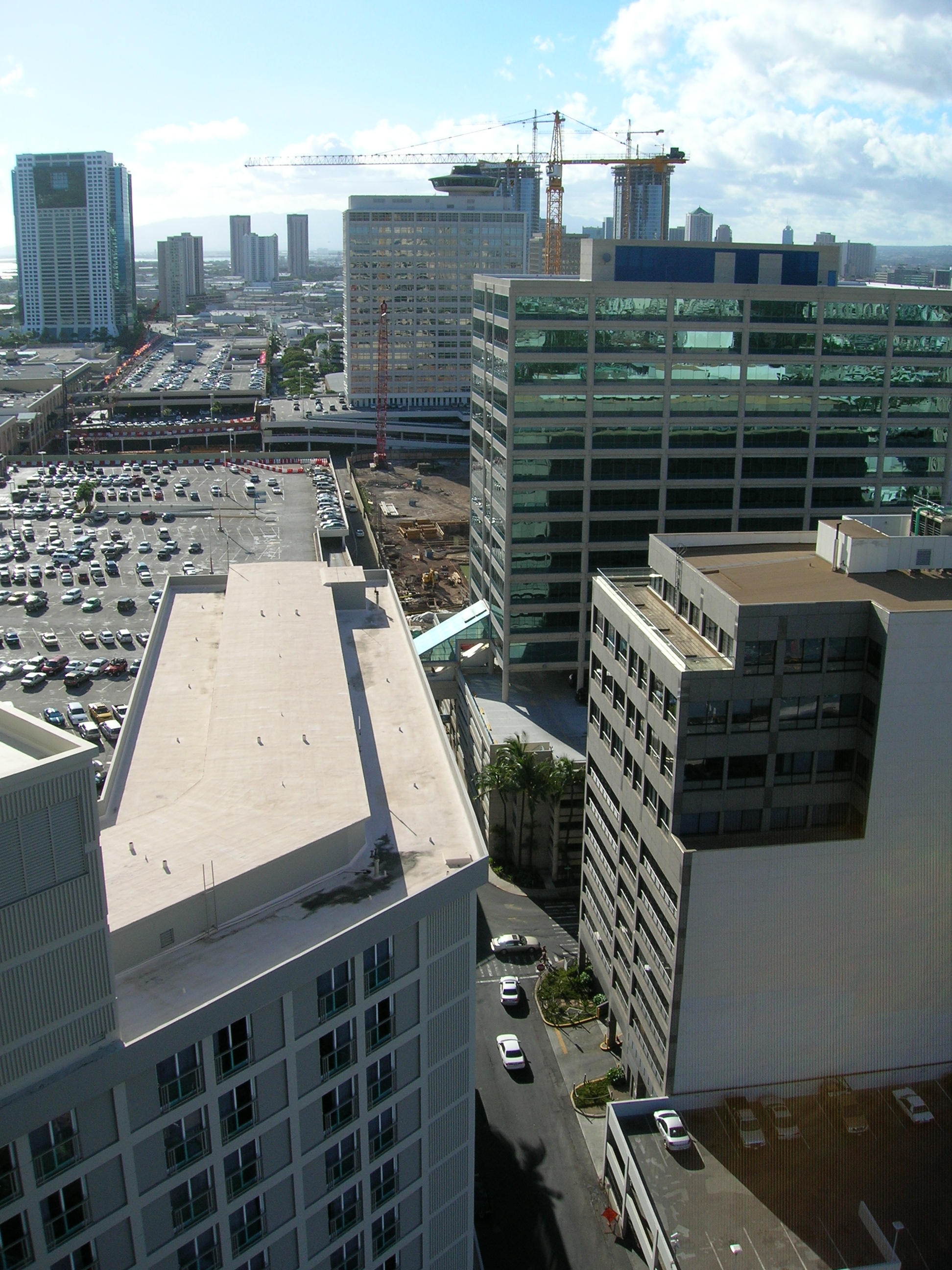
La Ronde (överst i mitten)

La Ronde var en berömd restaurang i Honolulu i Hawaii byggd 1961 och konstruerad av John Graham. Det var den första roterande restaurangen i USA (före Eye of the Needle-restaurangen i Space Needle i Seattle) och den tredje (efter Floriantornet och Kairotornet) i världen.

## Byggnaden
Restaurangen ligger på 1441 Kapiolani Boulevard på 23.e våningen i kontorsbyggnaden Ala Moana Building inom köpcentret Ala Moana Center.
Restaurangens roterande del hade en diameter om ca 5 meter (16 feet) med plats för 162 gäster, kontorsbyggnaden har totalt 25 våningar och en höjd på 91 meter med en utsiktsplattform på toppen. Varvfrekvensen låg på 1 rotation per timme.

## Historia
Byggnaden ritades av John Graham jr  vid arkitektbyrån John Graham & Company., byggnaden stod klar 1960 och invigdes den 21 november 1961, vid invigningen var kontorshuset den högsta byggnaden i Honolulu.
Graham fick senare patent för restaurangkonceptet (1964, US patent-nr 3125189).
Restaurangen bytte senare namn till "Windows of Hawaii" men stängdes i mitten på 1990-talet. Lokalen konverterades då till kontorslokal och golvet fixerades.